# 認定こども園図書室
認定こども園図書室（にんていこどもえんとしょしつ）とは、認定こども園に設置された図書室の事である。法根拠は「幼保連携型認定こども園の学級の編成、職員、設置及び運営に関する基準」7条7項であり努力義務設置である。

## 保育所図書室の実態
認定こども園図書室の設置率調査も含めた実態調査は鯨岡氏が大阪市の全認定こども園を対象に行った。回答率は31.7％で認定こども園図書室設置率は15.9％、蔵書平均冊数は466.7冊であった。日本十進分類法管理を行う図書室は33.3％、OPAC管理を行っている館は0％、担当職員の司書有資格者0％、図書購入金額平均は年約11万円と言う結果となった。

## 問題点
我が国の認定こども園図書室の実態調査があまりになされない点が挙げられる。